# Kia Clarus
El Kia Clarus es un coche fabricado por la marca surcoreana de Kia Motors. En Corea del Sur y Australia se le conoce como Kia Credos, y en Europa es conocido como Kia Clarus.
Este es el primer sedán producido en masa por Kia, que se basó sobre todo en el japonés Mazda 626, con el que comparte muchos aspectos, que salió a la venta en Corea del Sur en 1995, y en Australia en 1998.
El Kia Clarus fue sustituido por el Kia Optima un año antes de su descontinuación, en el año 2000.

## Datos
Este coche utiliza un motor Mazda de 1.8 y 2.0 litros, su fiabilidad es excelente.
El precio base del coche 1.8SX es de 10 000€ (8.000£).
El maletero tiene una capacidad de 350 litros.

### Dimensiones[3]
Longitud total 4731 mm
Ancho total 1770 mm
Altura total 1420 mm
Distancia entre ejes 2659 mm
Distancia entre ruedas delanteras 1500 mm
Distancia entre ruedas traseras 1500 mm

## Galería

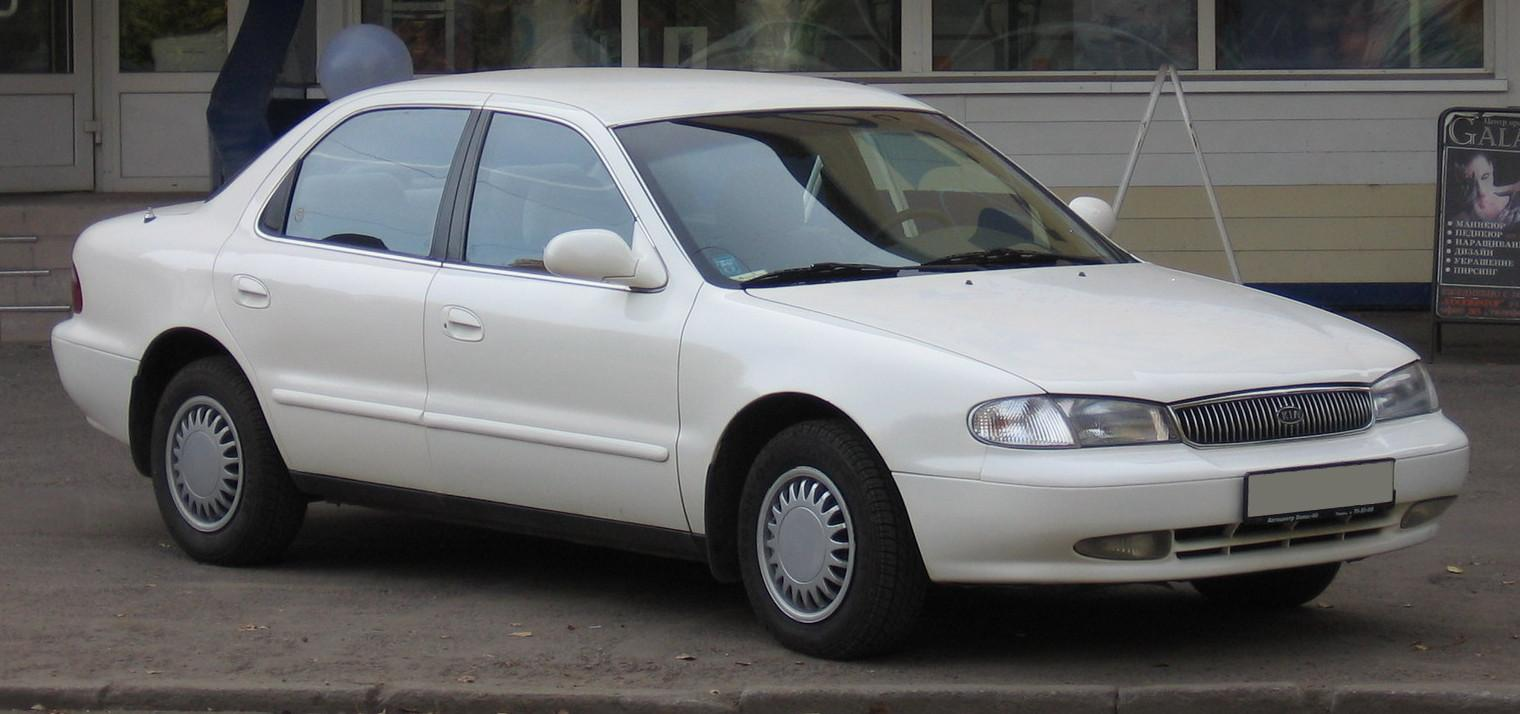
1995-1998
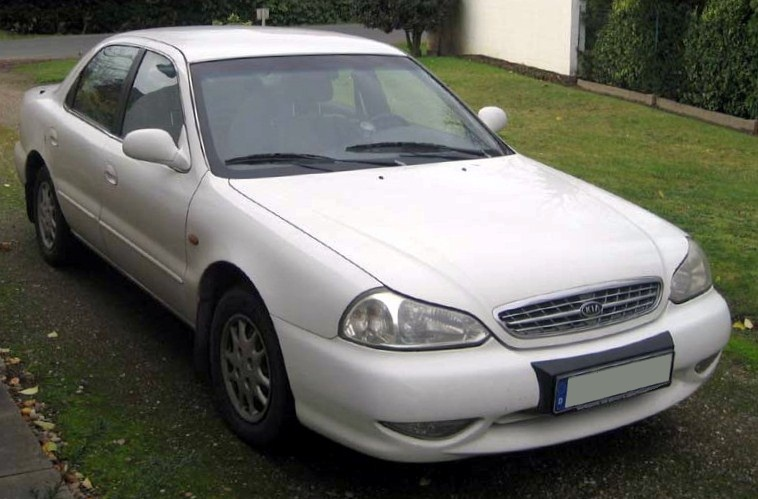
1998-2001
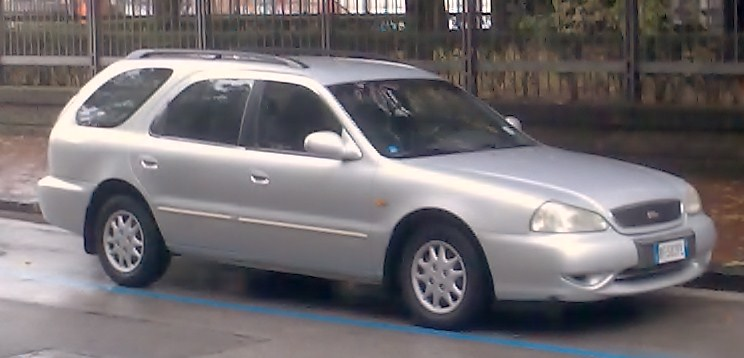
1998-2001